# Вила Кастелнуово (Торино)
Вила Кастелнуово је насеље у Италији у округу Торино, региону Пијемонт.
Према процени из 2011. у насељу је живело 27 становника. Насеље се налази на надморској висини од 669 м.